# Epoisses
Epoisses je francouzský sýr. Jeho vznik se datuje už do 16. století. Pochází z Burgundska. Vyrábí se z plnotučného kravského mléka s přidáním burgundského vína. Jeho povrch je lesklý, hladký a má oranžovou barvu. Obsahuje 50 % tuku. Je velice krémový a jeho chuť je kořeněná. Nejlepší kvalita sýra je od června do února.